# Daniel Preissler

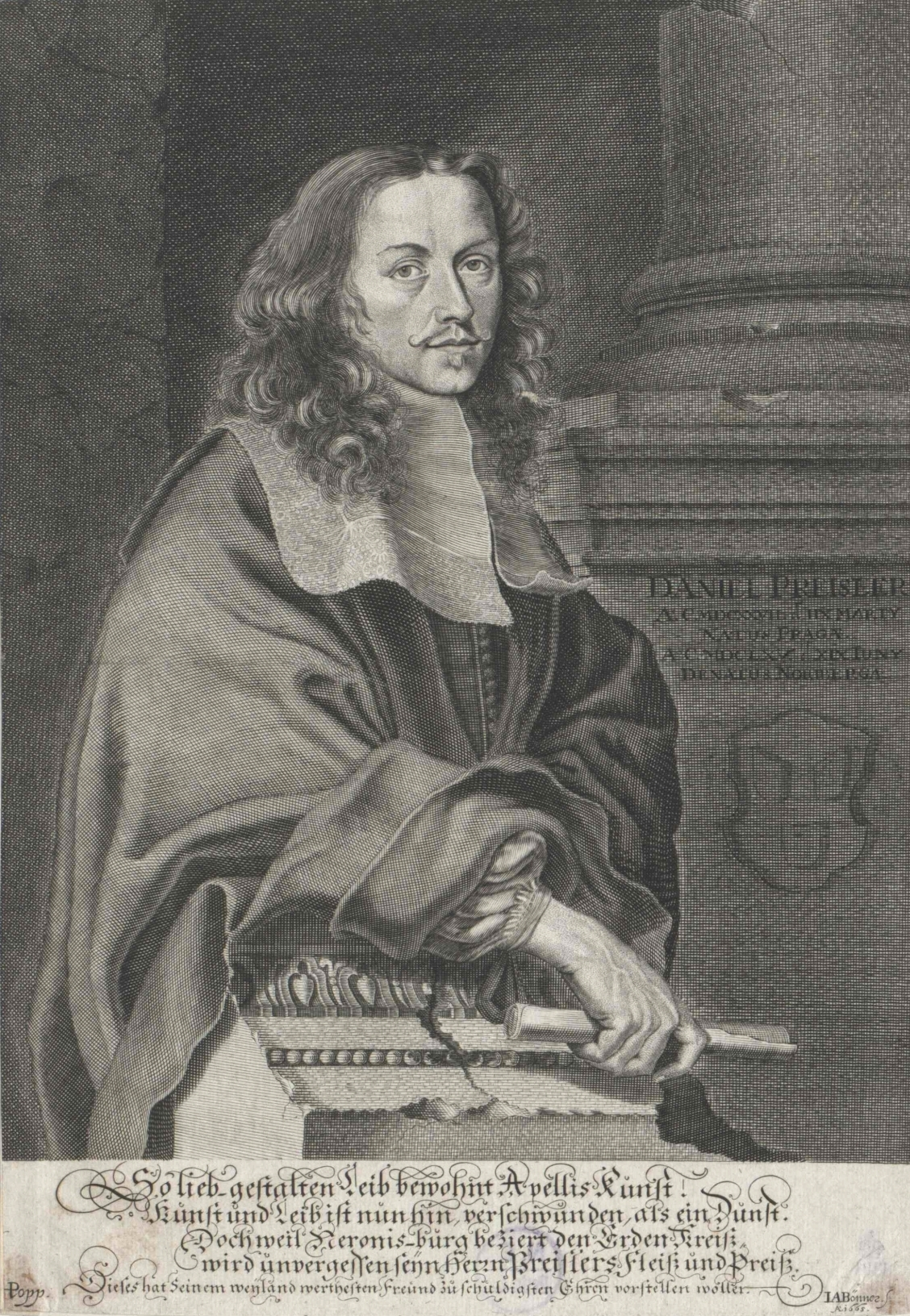
Daniel Preisler. Stich von Johann Alexander Böner nach Heinrich Popp

Daniel Preissler (* 8. März 1627 in Prag; † 19. Juni 1665 in Nürnberg) war ein deutscher Maler.
Preissler war ein Sohn des Schlossers Georg Preissler. Er ging 1642 zu dem Dresdener Hofmaler Christian Schiebling in die Lehre. Danach durchwanderte er Deutschland und Österreich und ließ sich 1652 dauerhaft in Nürnberg nieder. 1658 malte er die beiden Flügel der großen Orgel in der Sebaldskirche (im Zweiten Weltkrieg zerstört) mit den Bildnissen Nürnberger Tonkünstler, Scholarchen und Geistlichen und 1660 die Sendung des heiligen Geistes für die Spitalkirche.
Sein Sohn Johann Daniel Preissler war ebenfalls Maler in Nürnberg.